# Nigrino
Nigrino (in greco antico Νιγρίνου φιλοσοφία) è un'opera di Luciano di Samosata, probabilmente dedicata ad un amico dello scrittore: il filosofo medioplatonico Nigrino. 

## Contenuto
Nell'opera, l'autore racconta ad un suo amico l'incontro, avvenuto a Roma, con un filosofo, colui che dà il titolo al dialogo e che aveva destato in Luciano una profonda impressione. Alcuni studiosi ritengono che l'opera rappresenti una conversione esplicita dell'autore alla Filosofia; altri ritengono l'ipotesi della conversione molto improbabile a causa delle condanne nei confronti di tutte le scuole filosofiche che Luciano fa in numerose opere. È tuttavia abbastanza verosimile che Luciano abbia avuto un radicale mutamento di interessi nel corso della sua vita, che lo avrebbe spinto ad abbandonare la Retorica per affrontare argomenti più impegnati e reali. Questo mutamento di interessi si tradusse nella predilezione del genere del dialogo, genere trascurato dai retori e preferito nella tradizione filosofica.
Molto discussa è anche la storicità della figura di Nigrino. Secondo alcuni è solamente un nome di fantasia creato da Luciano appositamente per questo dialogo; per altri indicherebbe, per antifrasi, il filosofo platonico Albino.